# Teatro Cervantes (Linares)
El teatro Cervantes es el teatro local de la ciudad andaluza de Linares (Jaén) ( provincia de Jaén), que actualmente tiene 558 localidades, aunque llegó a una capacidad de 1.100 en la antigüedad.

## Historia
El edificio tiene su origen en el teatro de San Ildefonso, construido en 1864 por Ildefonso Sánchez y Cozar en la zona de expansión de la ciudad. Se trataba de un edificio de planta rectangular, con fachada a dos calles paralelas y tipología de teatro a la italiana, con sala en forma de herradura, holgado y proporcionado.
Reforma de 1930
Con el fin de mejorar sus condiciones de seguridad e higiene se llevó a cabo esta reforma, siendo en 1952 cuando se convierte en cinematógrafo, mediante el desplazamiento del escenario hasta la fachada posterior, la ampliación de la sala y el anfiteatro y la supresión; salvo un vestigio testimonial en los laterales, de la planta de palcos, quedando así alterada significativamente la proporción entre sala y escenario. El aforo pasó a ser de quinientas localidades en el patio y cerca de seiscientas en el anfiteatro.
En su planta rectangular se distinguían dos crujías inmediatas a la fachada de la calle Cervantes, ocupadas por el acceso, vestíbulos, escaleras y servicios de público, así como otras dos inmediatas a la Calle Fernando III, ocupadas por el escenario, su tramoya, chácena, camerinos, almacenes y demás elementos de servicio a la representación. Entre ambas, un espacio de mayores dimensiones que acoge sala y anfiteatro. Con planta baja y tres altas en las crujías contiguas a ambas fachadas, en la parte delantera contaba en planta baja con un antevestíbulo, al que daban las taquillas, y un vestíbulo, del que partían las escaleras adosadas a las paredes medianeras, junto a las que se sitúan también los aseos. En la primera planta, el vestíbulo de palcos y anfiteatro acogía un pequeño ambigú, mientras que en la segunda y tercera se situaba la cabina de proyección y un cuarto auxiliar para la misma.
Intervención realizada
La intervención realizada partió de la reflexión sobre los elementos que conformaban la "memoria histórica" del edificio y asunción de lo relativo del concepto de conservación allí donde, aún manteniendo una parte significativa de sus pautas originales, los esquemas arquitectónicos habían sido radicalmente alterados, siendo necesario un gran esfuerzo de renovación para recuperar los esquemas originales del edificio. 
Hecho un paréntesis en esta reflexión en lo referente a las fachadas, que, por su arraigada presencia urbana, se han conservado íntegras con algún retoque como la introducción en la delantera de un frontón, previsto pero no ejecutado en la reforma de 1952, la idea central ha sido la de recuperar el equilibrio espacial entre las partes esenciales del teatro, sala y escenario. Para ello, se ha recuperado la crujía posterior como auxiliar del escenario, desplazando éste a su posición anterior a 1952 y colocando la embocadura donde estuvo anteriormente, aunque reformándola para mejorar aspectos visuales y acústicos que arrastraba de origen. También por razones de acústica se ha modificado la curva del fondo de la sala y por razones de mejora visual la inclinación del plano del anfiteatro, del que se ha suprimido su extensión a la crujía de fachada, que generaba un aforo excesivo y de mala calidad. El aforo ha pasado a ser así de 558; veinticuatro en los palcos y el resto dividido por mitad entre patio y anfiteatro.
El diálogo entre conservación y renovación queda reflejado en la convivencia de la conservación, incluso en sus elementos decorativos, de escaleras, vestíbulos y los seis palcos laterales, así como sus antepechos y los del anfiteatro, los falsos techos de éste y el emblemático anagrama de la embocadura del escenario. Como reflejo, la solución dada a las galerías técnicas, integradas entre los cerramientos laterales de la sala y los muros medianeros del teatro, creando cámaras que sirven para ventilación, iluminación, maquinaria e instalaciones, en dos bandas que unen las crujías delanteras con la tramoya del escenario y la crujía de la calle Fernando III.